# Emmy Heller
Emmy Heller (geborene Lautz, 5. November 1886 in Frankfurt am Main; gestorben 26. Mai 1956 in Glen Cove, New York) war eine deutsche Historikerin.
Emmy Heller wurde 1926 in Heidelberg promoviert bei Karl Hampe mit der Arbeit Die Summa dictaminis des Thomas von Capua. Inhaltsanalyse und Kritik. Es folgten zwei weitere Veröffentlichungen, die sich thematisch mit Thomas von Capua auseinandersetzten. Heller bearbeitete die 690 Briefe des Thomas von Capua. In der Zeit des Nationalsozialismus musste die Frau eines jüdischen Arztes in die USA emigrieren. Dort war sie von 1937 an Lecturer am Brooklyn College. 
Ihr Hauptwerk, die Edition der „Summa dictaminis“ des Thomas von Capua, blieb unvollendet. Ihr wissenschaftlicher Nachlass, den sie der Vatikanischen Bibliothek vermacht hatte, wurde von dieser 1959 den Monumenta Germaniae Historica überlassen, wo er von Hans Martin Schaller benutzt werden konnte. 1963 konnte noch ein Aufsatz über den kurialen Stileinfluss auf die sizilische Kanzlei veröffentlicht werden.